# Batalha de Heartbreak Ridge
A Batalha do Heartbreak Ridge (algo como "Barrancos do Desgosto") aconteceu ao longo de aproximadamente um mês durante a Guerra da Coreia, no período de 13 de setembro a 15 de outubro de 1951. Foi um dos maiores confrontos na área apelidada pelos americanos de "The Punchbowl", uma importante região ocupada pelos inimigos comunistas. As movimentações das tropas das Nações Unidas começaram com pequenas operações buscando as áreas elevadas ao redor do Punchbowl, no fim de julho.
O local da batalha é localizado em colinas da Coreia do Norte, a poucos quilômetros ao norte do paralelo 38 N (fronteira da Coreia do Sul), próximo de Chorwon.

## Circunstâncias
Após o recuo forçado posterior a Batalha de Bloody Ridge, o Exército Popular da Coreia ocupou novas posições a apenas poucos quilômetros, numa área montanhosa. As defesas montadas pelos comunistas eram ainda mais fortes do que as de Bloody Ridge. A Segunda Divisão de Infantaria Americana sob o comando do General de Brigada Thomas de Shazo e seu superior imediato, o General Comandante Clovis E. Byers, subestimou grandemente o poderio defensivo dos inimigos. Foi ordenado o avanço de um único regimento da Infantaria, o Vigésimo Terceiro—acompanhado por um batalhão francês. Esse ataque não foi bem-sucedido.

## Batalha

### Tentativa para tomar o alto dos barrancos
Os três regimentos da Segunda Divisão da Infantaria participaram dos combates, com o maior envolvimento dos 23º e 9ª além do batalhão francês. O ataque começou em 13 de setembro e rapidamente mostraria o padrão costumeiro, com a artilharia, ataques aéreos e bombardeios transformando as ladeiras íngremes em um cenário parecido com o de crateras lunares. A seguir, os homens do 23º deveriam escalar as escarpas, tomando as fortalezas inimigas num ataque frontal. Quem sobreviveu ao esforço da subida, chegou exausto e com pouca munição aos cumes. Nesse momento ocorreu o contra-ataque, com ondas de norte-coreanos determinados a recuperarem o terreno perdido a qualquer custo. A maior parte dessa manobra inimiga aconteceu a noite, com tropas descansadas que os norte-coreanos haviam conseguido transportar encobertos pela mata das colinas. O enfrentamento que se iniciara com bombas, balas e escudos, chegou ao fim com o uso de granadas, baionetas e luta corpo-a-corpo. Com o amanhecer, os aliados constatavam que os elevados ainda permaneciam defendidos pelos inimigos.
A batalha se estendeu por mais duas semanas. Dado o terreno acidentado e os objetivos restritos, as unidades começaram a avançar em grupos: ia um pelotão, uma companhia ou um batalhão a cada assalto. Quando o grupo da frente esgotava seus recursos, era substituído pelo que vinha atrás, mais descansado, até que toda a 23ª tinha sido afetada.
A luta foi selvagem e o topo dos barrancos mudaram de mãos por várias vezes, com inúmeros ataques e contra-ataques de ambos os lados. Varias companhias (de 100 a 200 soldados) simplesmente desapareceram. As tropas americanas usaram pesada artilharia, ataques aéreos e tanques na tentativa de afastarem os inimigos dos cumes, mas o Exército Popular da Coreia mostrou-se muito difícil de ser desalojado.

### Reagrupamento e replanejamento
Finalmente, em 27 de setembro o novo comandante da Segunda Divisão, Major Comandante Robert N. Young, reconheceu o fiasco das primeiras tentativas e repensou a estratégia.
Percebendo que enquanto os norte-coreanos continuassem a reforçar e a rearmar suas guarnições no alto dos barrancos seria impossível a tomada das montanhas, um novo plano foi concebido. Uma divisão completa deveria participar do ataque e o 72º Batalhão de Tanques seria enviado para o Vale Mundung-ni a Oeste do Heartbreak com a missão de destruir os depósitos de suprimento do inimigo e cercar a cidade de Mundung-ni.
Era um plano ousado mas que dependeria de ser construída uma passagem para a travessia dos pesados tanques M4A3E8 Sherman até o vale. A única estrada existente não trazia essa possibilidade, além de ter sido minada e bloqueada com grandes rochas pelos norte-coreanos. O batalhão de engenheiros de combate da Segunda Divisão conseguiu limpar a área e reforçou a rodovia para a passagem dos tanques. Enquanto acontecia esse trabalho, três regimentos da Infaria—9º, 38º e 23º— realizaram assaltos combinados em Heartbreak Ridge e colinas circundantes. Em 10 de outubro tudo estava pronto para a grande ofensiva. A súbita aparição de um batalhão de tanques no vale surpreendeu o inimigo. Coincidentemente, uma divisão chinesa havia se movido para reforçar os norte-coreanos no Heartbreak. Desprotegidos, os chineses sofreram pesadas baixas causadas pelo bombardeio dos tanques. Pelos cinco dias seguintes os Shermans arrasaram com o Vale Mundung-ni, destruindo os depósitos e dispersando as tropas inimigas. Cerca de 350 fortalezas do Heartbreak e colunas em torno, além do vale, foram dominadas. Outro vale, o Sat'ae-ri, a leste dos Barrancos, também foi alcançado pelos tanques, eliminando qualquer possibilidade de reforços para o inimigo.
Mesmo com a mudança do curso da batalha devido a ação dos tanques, a luta continuou dura para a Infantaria até os soldados franceses capturarem o último reduto comunista nos barrancos, em 13 de outubro. Depois de 30 dias de combate, americanos e franceses conseguiram enfim dominar os barrancos Heartbreak.

## Consequências
Os dois lados em conflito sofreram muitas baixas: cerca de 3700 americanos e franceses e estimados 25000 norte-coreanos e chineses. Essas perdas causaram uma má impressão no comando das Nações Unidas, o que levou a decisão de que batalhas como a de Heartbreak Ridge não deveriam mais ser tentadas, dado o alto custo em sangue e o pouco ganho de território. Por essas razões, Heartbreak Ridge foi a última das grandes ofensivas conduzidas pelas Nações Aliadas na guerra.
Batalhas esporádicas ao longo da linha de contato entre as Nações Unidas e as forças comunistas continuariam até a assinatura do armistício em julho de 1953, mas elas aconteceram pela iniciativa dos norte-coreanos ou chineses.

### A história do soldado Pililaau
O soldado de primeira classe Herbert K. Pililaau da Companhia C, Primeiro Batalhão da 23ª Infantaria, estava no topo dos Heartbreak na noite de 17 de setembro quando um batalhão de norte-coreanos apareceu na escuridão vindo das colinas vizinhas. A companhia lutou com bravura mas a diminuição da munição causou o recuo para baixo da encosta. Após receberem reforços e novos cartuchos de munição, os americanos voltaram para o alto do barranco. O fogo dos norte-coreanos impediu o primeiro assalto mas a Companhia C se reagrupou e avançou uma vez mais, recapturando a crista do barranco. Mas no meio do dia os homens da Companhia C se viram novamente lutando por suas vidas, com a chegada de mais tropas inimigas. Com pouca munição, o comandante ordenou a retirada. Pililaau voluntariamente ficou na retaguarda para cobrir a retirada. Armado com seu rifle automático Browning ele manteve os inimigos afastados até que as balas terminassem. Começou a jogar granadas e mesmo exausto, lutou com seu sabre até que foi atingido por balas e ferido por baionetas, sem que seus companheiros que estavam metros abaixo, pudessem voltar para ajudá-lo. Determinados a vingarem sua morte, o homens da Companhia C voltaram para a montanha. Ao recapturarem suas posições, eles encontraram cerca de 40 corpos de inimigos em volta do cadáver de Pililaau.
O sacrifício de Pililaau salvou seus companheiros e ele foi postumamente homenageado com a Medalha de Honra.

## Cultura popular
- Heartbreak Ridge foi o título de um filme de 1986 de Clint Eastwood.
- Crèvecoeur é um documentário de guerra francês realizado em 1955 sobre a batalha e que usou cenas da guerra. Foi indicado ao Oscar de Melhor Documentário de 1955.